# Le Diamant noir (film, 1913)
Pour les articles homonymes, voir Le Diamant noir.
Le Diamant noir est un moyen métrage belge muet réalisé par Alfred Machin, sorti en 1913.

## Synopsis
Luc Ogier, secrétaire du riche baron Van der Malen, est fiancé à la jolie Linke. Les deux jeunes gens se réjouissent de leur mariage prochain. Malheureusement pour eux, le vol d'un précieux bijou se produit dans la demeure Van der Malen et Luc est accusé, à tort, du forfait. Rejeté par tous, le jeune homme, écœuré, décide de prendre ses distances. Sur une affiche du port d'Anvers, son attention est retenue par une affichette de l'explorateur Santher, qui recherche un accompagnateur pour son expédition au Congo. Il se présente et est embauché...

## Fiche technique
- Titre français : Le Diamant noir
- Titre alternatif : La Pie Noire
- Titre néerlandophone : De zwarte diamant
- Titre anglophone : The Black Diamond
- Genre : scène dramatique en trois parties
- Réalisation et scénario : Alfred Machin
- Photographie : Jacques Bizeuil
- Décors : Raoul Morand
- Production : Belge-Cinéma-Film (succursale belge de Pathé Frères)
- Directeur de production : André Jacquemin
- Distribution : Pathé Frères (France) / Cinematek (Cinémathèque royale de Belgique ; distribution non commerciale)
- Tournage à Anvers, Port d'Anvers, Steen (Anvers) et, pour les scènes censées se passer au Congo belge, autour du lieu-dit Rouge-Cloître, à l'orée de la forêt de Soignes, près de Bruxelles
- Pays d'origine :  Belgique
- Format : Muet – Noir et blanc - 35 mm (positif & négatif) - 1 x 1.33 - sphérique
- Durée : 50 minutes 13 secondes (copie restaurée) / Métrage : 915 mètres (dont 840 en couleurs)
- Dates de sortie :
  - 27 septembre 1913 (Cinéma Pathé à Hambourg)
  - 5 décembre 1913 (Cinéma Kinérama à Paris)
  - 5 décembre 1913 (Théâtre Trianon-Pathé à Liège)[1]
  - 27 décembre 1913 (Theâtre de l'Alhambra à Anvers) sous le titre flamand 'De ekster-dief', version colorisée[2].
- Restauration (1995) : Cinémathèque royale de Belgique

## Distribution
- Albert Dieudonné : Luc Ogier, le secrétaire d'un baron injustement accusé du vol d'un bijou
- Blanche Derval : Linke, sa fiancée
- Fernand Crommelynck : l'explorateur Santher
- Cécil-May
- Fernande Dépernay
- Richard
- Delaunay
- Hélène Lefebvre
- Hébert
- Mimir la panthère (le léopard qui attaque Santher)